# 감마-오리자놀
감마오리자놀(gamma oryzanol,γ-Oryzanol) 또는 감마(γ)-오리자놀(Oryzanol)은 갱년기 장애와 자율 신경 기능 이상을 치료하는 약의 주요성분으로 알려져있다. 미배아유, 쌀겨기름에서 추출한 페르라산인 트리테르펜 알코올 에스테르가 시상 하부를 자극하고 자율 신경계와 내분비계의 실조를 개선한다.

## 감마오리자놀
감마오리자놀(γ-Oryzanol)은 쌀(Oryza sativa)에서 추출한 지질의 혼합물이다. 감마오리자놀(γ-Oryzanol)은 쌀겨와 쌀겨 기름의 지방 분획에서 주로 발생하는 유기화합물이다.
원래는 단일 화합물로 생각되었지만 현재는 피토스테롤(phytosterols)와 트리테르페노이드(triterpenoids)의 페룰산(ferulic acid) 에스테르(esters)이다. 특히 시클로아르테닐 페놀산(cycloartenyl ferulate), 24-메틸렌시클로아르타닐 페놀산(24-methylenecycloartanyl ferulate), 캄페스테릴 페룰레이트(campesteryl ferulate)의 혼합물로 알려져 있으며, 이들 화합물은 감마(γ)-오리자놀의 80%를 차지한다.

## 같이 보기
- 피토케미칼
- 토코트리에놀